# Montreuil-des-Landes

Montreuil-des-Landes este o comună în departamentul Ille-et-Vilaine, Franța. În 1 ianuarie 2022 avea o populație de 235 de locuitori.